# Jorge María Ribero-Meneses Lázaro
Jorge María Ribero-Meneses Lázaro   (Valladolid, 17 de maig de 1945 - Santander, 18 d'abril de 2025) va ser un escriptor espanyol. Tot i presentar-se com a filòleg i prehistoriador, les seves teories no van ser acceptades per la comunitat científica ni s'emmarcaven en els mètodes acceptats en la lingüística ni la història.
Si bé no tenen cap base científica, les seves suposades descobertes van tenir un gran ressò. Algunes de les seves teories són que el basc és la font de totes les llengües del món; que la humanitat es va originar al mar Cantàbric i tots els mamífers venen dels castors; que el castellà ve del basc i no del llatí, i que el nom Europa ve del nom Ebre, entre moltes altres.